# Grodków
Grodków là một thị trấn thuộc huyện Brzeski, tỉnh Opolskie ở nam Ba Lan. Thị trấn có diện tích 9 km². Đến ngày 1 tháng 1 năm 2011, dân số của thị trấn là 8650 người và mật độ 876 người/km².